# Prospettiva della Ghiara

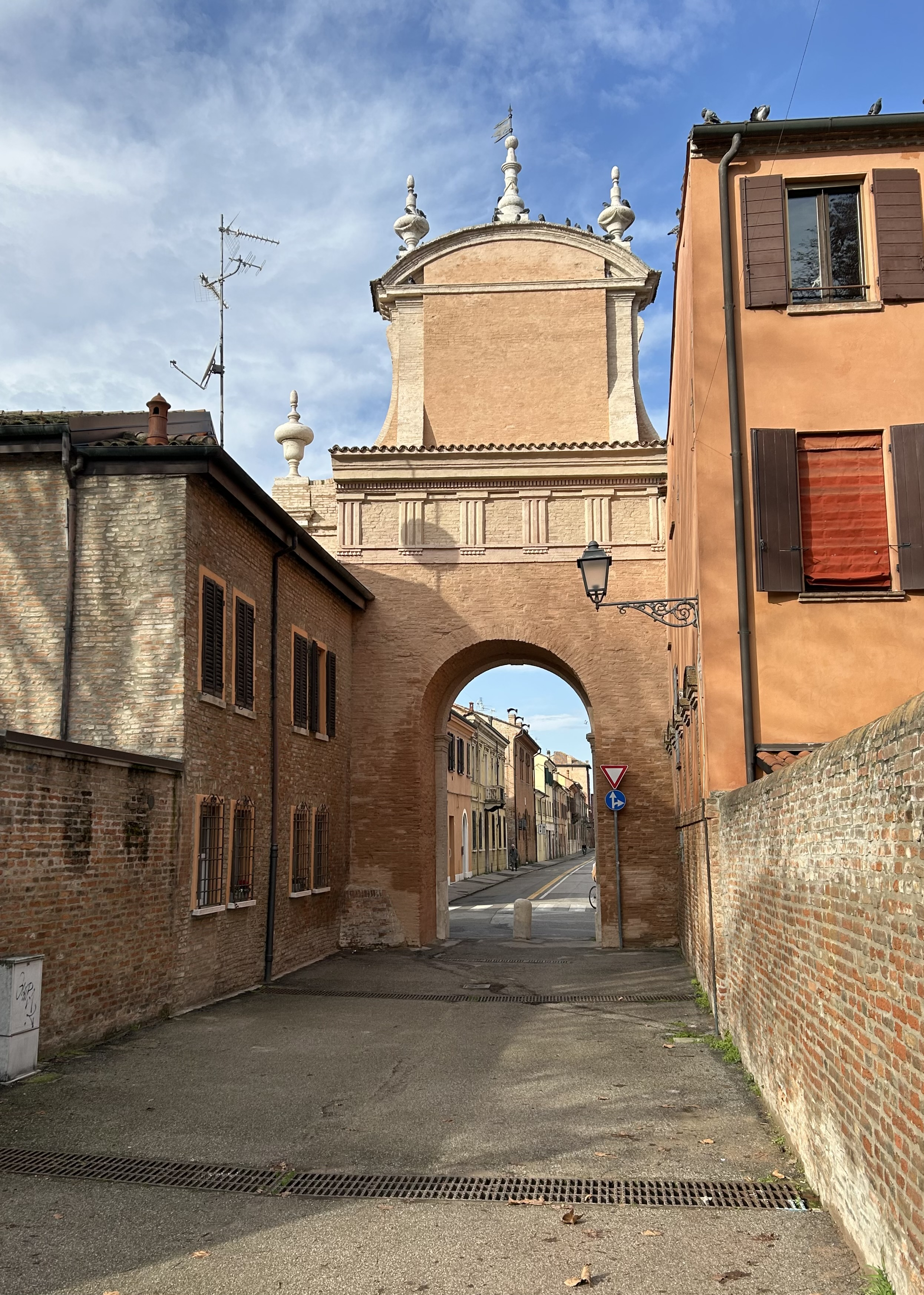
Prospettiva della Ghiara dopo i restauri del 2024

L'arco della Prospettiva della Ghiara si trova a Ferrara, alla fine di via XX Settembre. Venne trasformata nel 1786 dall'architetto Gaetano Genta utilizzando in parte il precedente portale di accesso alla delizia estense del Montagnone. In alto, al centro della facciata principale, una lapide ricorda i lavori di trasformazione dell'arco prospettico promossi dal Giudice dei Savi Stefano. 
Nel 2024 è stata oggetto di un intervento di restauro che ha interessato entrambe le facciate della porta. Durante i restauri sono state ripristinate le colorazioni delle superfici murarie e verificata la stabilità dei pinnacoli 
La funzione della struttura è quella di chiudere scenograficamente la via XX Settembre, anticamente chiamata Via Ghiara.
A Ferrara esiste un altro arco simile e con le stesse funzioni, la Prospettiva di Corso Giovecca.